# Dear WOMAN
Dear WOMAN(일본어: ディア ウーマン, 한국어: 사랑하는 여성)는 SMAP의 39번째 싱글이다. 2006년 4월 19일에 빅터 엔터테인먼트에서 발매되었다.

## 개요
- 시세이도의 샴푸 브랜드 "동백(TSUBAKI 츠바키[*])"의 광고(CM) 송이다. 모든 일본 여성에게의 응원가가 되고 있는 SMAP의 곡으로, 화제성이 높은 광고와 함께 크게 히트했다. 또한 나카이 마사히로가 종합 사회를 맡은 후지 TV의 특별 프로그램 인 《FNS26 시간 TV 국민적 재미! 사상 최대! 한여름 퀴즈 축제 26시간 꼬박 스페셜》의 서포트 송으로도 기용되었다.
- 수록곡의 〈버저 비터(buzzer beater)〉는 TV 아사히의 스포츠 중계 (2006 FIFA 월드컵, 슈퍼 베이스볼 등)의 테마 송에 기용되었다.
- 전작 싱글 〈freebird〉의 6작품 연속 통산 17작품의 오리콘 싱글 차트 1위를 획득. 또한 데뷔 이래 39작품 연속 TOP10에 랭크 인했다.
- 작사는 〈UNPOSTED LETTER〉, 〈Song of X'smap〉나 CHEMISTRY의 많은 히트 곡을 배출한 아소 테츠로와 작곡·편곡은 히라타 쇼이치로가 담당했다.
- 〈Dear WOMAN〉은 이후, 2006년 7월 26일에 발매된 앨범 〈Pop Up! SMAP〉에 수록되었다. 도한, SMAP이 4월에 CD를 출시하는 것은 이번이 처음이다.

## 수록곡
1. Dear WOMAN
  - 작사 : 아소 테츠로 / 작곡·편곡 : 히라타 쇼이치로
2. buzzer beater
  - 작사 : 곤파치 시게히로 / 작곡·편곡 : Gajin
3. Dear WOMAN (back track)
4. buzzer beater (back track)

## 차트 최고 순위
- 주간 1위 (오리콘)
- 2006년 5월 월간 1위 (오리콘)
- 2006년 상반기 7위 (오리콘)
- 2006년 연간 11위 (오리콘)
- 2006년 봄·여름·가을, 2007년 봄·여름 광고(CM) 타이업 호감도 랭킹 1위 (오리콘)
- 광고 상품 시세이도 츠바키(TSUBAKI) 매출 1위 (마이니치 신문)
- 싱글 총 판매량 41.9만장 (오리콘)